# Region Skånes kulturpris
Region Skånes kulturpris är ett kulturpris som sedan 1998 utdelas årligen av Region Skåne.
Kulturpriset har till och med 2012 delats ut till personer som gjort insatser av "bestående värde" och medverkar till utveckling av Skånes kulturliv. Personen ska också ha  anknytning till Skåne. Från och med 2013 ges priset med inriktning på pågående verksamhet. Kulturpriset är på 100 000 kronor.
Åren 2002-11 utdelades också en Särskild kulturutmärkelse för förtjänstfull verksamhet till personer eller verksamheter som gjort särskilda värdefulla insatser med publik inriktning. Från 2012 utdelas i stället priset Region Skånes Kulturpalett på 50 000 kronor, för framgångsrik kulturverksamhet för, med och av barn och unga i Skåne. Prisets storlek fastställs i varje års budget. Från 2015 och framåt har det varit 100 000 kronor.  
Region Skånes kulturpalett är ett vandringspris i form av skulpturen Häpnad. Skulpturen är framtagen av Staffan och Enid Björklund, på uppdrag av Region Skåne.
Kulturpriset och kulturpaletten delas ut en gång om året av Region Skånes kulturnämnd.

## Mottagare av Kulturpriset
- 1998 – Marika Wachtmeister, skapare och förvaltare av konstverksamheten vid Wanås slott
- 1999 – Mats Rondin, dirigent och musiker
- 2000 – Lena Josefsson, koreograf och dansare
- 2001 – Jan Troell, filmregissör
- 2002 – Signe Persson-Melin, keramiker
- 2003 – Ulla Kraitz och Gustav Kraitz, keramiker
- 2004 – Peps Persson, sångare och låtskrivare
- 2005 – Birgit Nilsson, operasångare
- 2006 – Björn Ranelid, författare
- 2007 – Eva Rydberg, skådespelare och revyartist
- 2008 – Timbuktu (Jason Diakité), rappare
- 2009 – Julius Malmström, konsertarrangör och producent
- 2010 – Pernilla August, skådespelare och regissör
- 2011 – Gerry Johansson, fotograf
- 2012 – Jan Lundgren, jazzpianist
- 2013 – Liv Strömquist och Sara Granér, serieskapare[1]
- 2014 – Lukas Moodysson, filmskapare
- 2015 – Elin Lundgren och Petter Pettersson, konstnärliga ledare, Lilith performance studio
- 2016 – Lars Håkansson, silversmed och designer
- 2017 – Emil Jensen, artist
- 2018 – Sofia Söderberg, dirigent
- 2019 – Ronny Danielsson, regissör
- 2021 – Ida Börjel, poet
- 2022 – Niclas Lendemar, skådespelare på Moomsteatern
- 2023 – Rachel Tess, dansare och koreograf[2]
- 2024 – Jenny Nordberg, industridesigner

## Mottagare av Kulturpaletten
- 2012 – Teater Sagohuset i Lund
- 2013 – Dansstationen i Malmö
- 2014 – Drömmarnas Hus i Rosengård, Malmö
- 2015 – Clownronden
- 2016 – Kulturhuset Barbacka, Kristianstad kommun
- 2017 – Kulturpedagogiska enheten (KPE), Simrishamns kommun
- 2018 – Teater 23 i Malmö
- 2019 – Wanås konst, utställningsverksamheten vid Wanås slott
- 2021 – Gamlegårdens bibliotek i Kristianstad[3]
- 2022 – Ifö Center i Bromölla[3]
- 2023 – Kulturcentrum Skåne
- 2024 – Arena 305

## Mottagare av Särskilda kulturutmärkelsen
- 2002 – BUFF Filmfestival (Barn- och ungdomsfilmfestivalen), Malmö
- 2003 – Neon Gallery, samtidskonst och musik i Brösarp
- 2004 – Rörelsen - Koreografer i Skåne, professionellt danskooperativ i Malmö
- 2005 – Ellerströms förlag, poesi-inriktat bokförlag i Lund
- 2006 – Inkonst, internationell kulturverksamhet i Malmö
- 2007 – Margareth Anderberg Fjellström och Ulf-Melvin Fjellström, konstverksamhet vid Tommarps kungsgård
- 2008 – Johan Wester och Anders Jansson, komiker
- 2009 – Kivik Art Centre, storskalig modern utställningsverksamhet på Österlen
- 2010 – Operaverkstan, musikdramatisk-verksamhet för barn och unga vid Malmö Opera
- 2011 – Staffan och Enid Björklunds dockteater i Hög